# IC 5351
IC 5351 је елиптична галаксија у сазвјежђу Рибе која се налази на листи објеката дубоког неба у Индекс каталогу.
Деклинација објекта је - 2° 18' 50" а ректасцензија 23h 47m 18,9s. Привидна величина (магнитуда) објекта IC 5351 износи 13,7 а фотографска магнитуда 14,7. IC 5351 је још познат и под ознакама MCG -1-60-32, HCG 97D, Shkh 30, PGC 72404.